# Neosalvarsan
Il Neosalvarsan è un composto sintetico chemioterapeutico a base di arsenico e carbonio. Divenne disponibile nel 1912 e soppiantò il salvarsan, più tossico e meno solubile in acqua, come trattamento per la sifilide. Poiché entrambi questi composti arsenicali portavano con sé notevoli rischi di effetti collaterali, vennero sostituiti per questo scopo dalla penicillina negli anni '40.
Sia il salvarsan sia il neosalvarsan furono sviluppati nel laboratori di Paul Ehrlich a Francoforte, Germania. La loro scoperta fu merito degli sforzi del primo gruppo di lavoro creato per la ricerca di un composto base attraverso processi chimici sistematici. 

Questa procedura è la base è per le più recenti ricerche farmaceutiche.
Sia il salvarsan che il neosalvarsan sono profarmaci, cioè sono metabolizzati nel principio attivo dall'organismo del paziente.  

## Struttura
Si pensava un tempo che la struttura del salvarsan e dei suoi derivati fosse caratterizzata dal doppio legame As=As (come mostrato in figura). Nel 2005 si mostrò che il salvarsan era una mistura di trimeri e di un pentamero. La struttura rivista prevede legami As-As singoli e non doppi.